# CCV (雑誌)
クロスカントリー・ビークル(Cross Country Vehicle, 通称CCV)は、1990年10月に創刊され、2008年10月に終刊した四輪駆動車専門季刊誌。

## 概要
71冊の季刊誌と単行本そしてビデオが発売された。制作したのは埼玉県入間市の株式会社アイティーエフで代表兼主筆は石川雄一。出版元は東京神田の老舗出版社である株式会社大日本絵画。流通上は大日本絵画の模型雑誌モデルグラフィックスの別冊という扱いであった。2012年3月「クロスカントリービークル、CCV、Cross Country Vehicle」の商標は大日本絵画よりアイティーエフに譲渡された。創刊時より年間購読予約による販売もされていた。
｢硬派･四輪駆動ジャーナル｣を標榜し、純粋に機械として四輪駆動車と関連商品を評価しその良否をはっきりと書いた。また、自動車メーカーの広告は殆ど存在しなかった。
年々大型化とそれに伴う重量増、高級化と高額化が進む四輪駆動車に批判的な記事も散見され（某メーカーの新型車を「前立腺の肥大したカバ」と評するなど）、四輪駆動車がブームであった時期の雑誌としては異色な存在でもあった。
1～4号まではA4判でカラーページも相応にあったが5号以降はB5判となりカラーページは巻頭の16ページのみとなった。総ページは多くが208ページであったが40号は全てモノクロの256ページ、最終号は224ページだった。価格は1,800円から2,000円であった。
記事の中心は試乗記事であったがエンジンやシャーシーについても写真を多用して細かい説明を行った。対象は新車だけではなく古い車、希少車も多かった。また軍用車や産業車両などについても毎号のように掲載した。「CCVステッカー」の初期のものは編集部の手製でシルクスクリーンで一枚ずつ作られた。後に印刷されたステッカーになったが後期のものはカッティングシートを切ったもので手製であった。全て無償で配布された。一時期年間購読予約者に対してアルミ板打ち抜きあるいはステンレス板打ち抜きのキーホルダーがあった。制作協力者限定として江戸本染めの「CCV手拭」も作られた。読者プレゼントとして中古四輪駆動車あるいは戦車の履帯が供されたことがあった。